# 야드란카 코소르

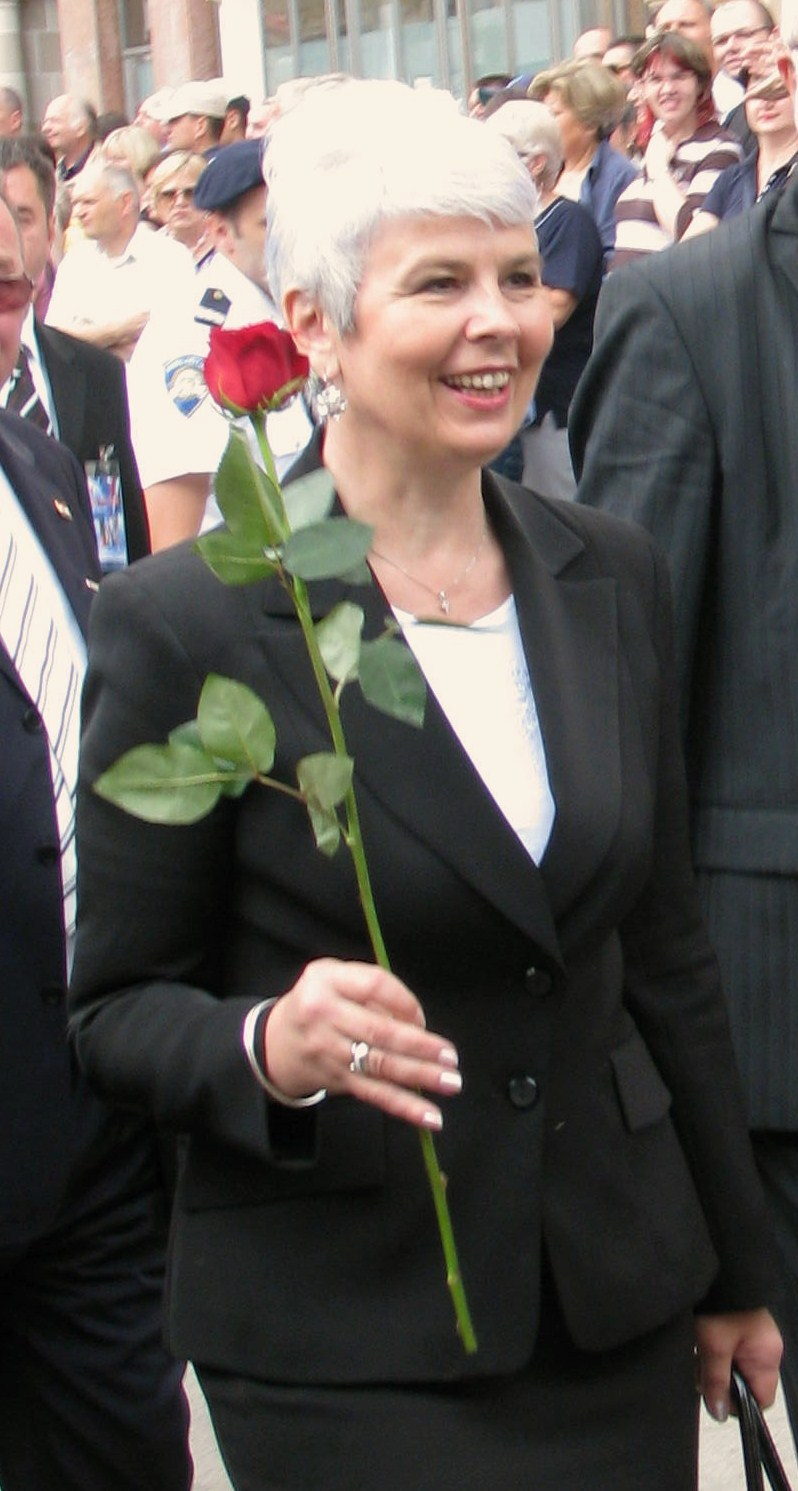
Jadranka Kosor

야드란카 코소르(Jadranka Kosor, [ˈjadranka ˈkɔsɔr], 1953년 7월 1일, 파크라츠 ~)는 크로아티아의 정치인이자 전 언론인이다. 코소르는 전 총리 이보 사나데르 (Ivo Sanader) 가 사임한 이후, 2009년 7월 6일에 크로아티아 최초의 여성 총리가 되었다. 1995년부터 2013년까지 크로아티아 민주연합 (크로아티아어: Hrvatska demokratska zajednica, HDZ) 소속이었다.